# SVA Papendorp

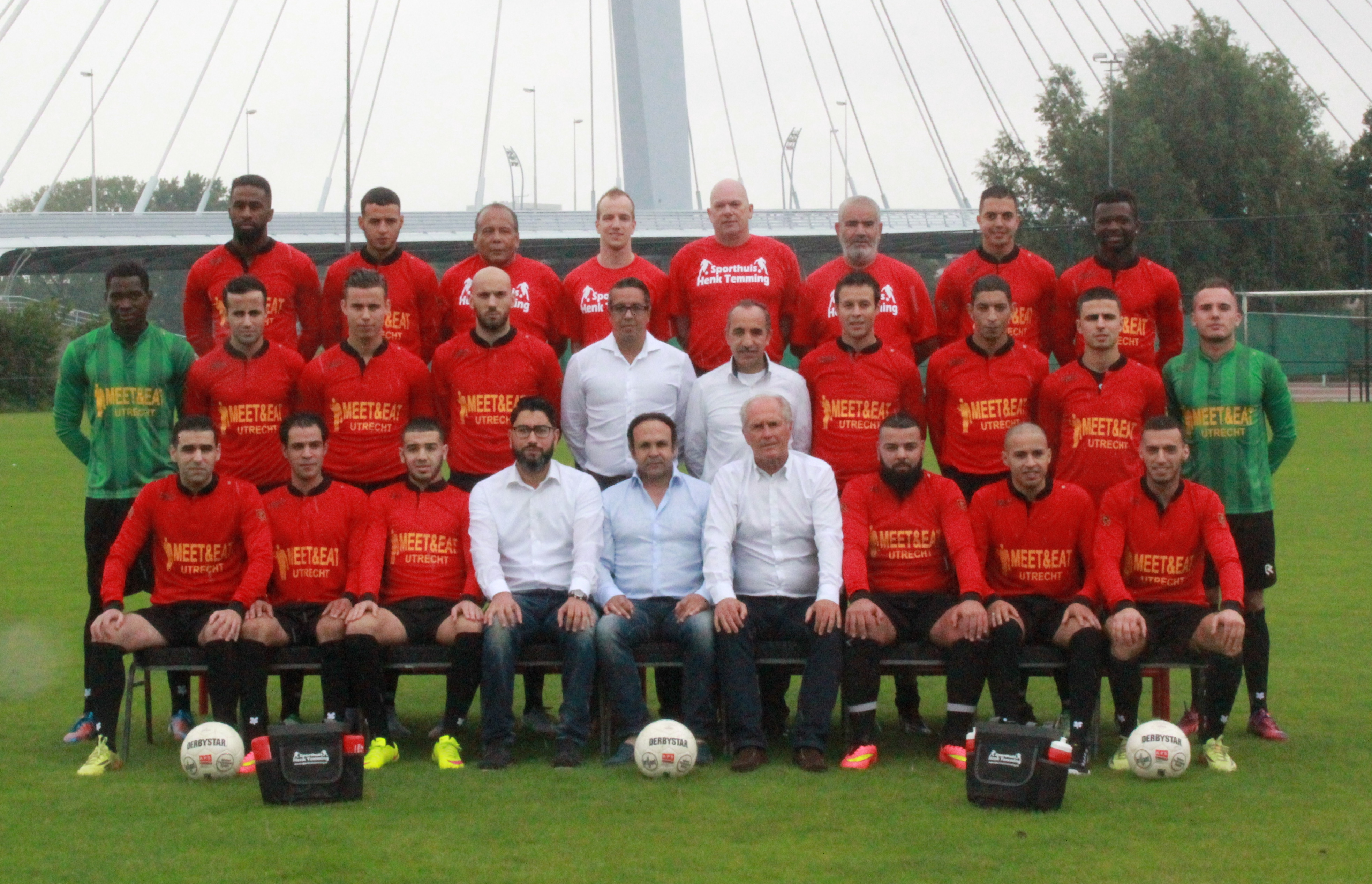
Team van seizoen 2015-2016

SVA Papendorp (Sport Vereniging Atlas Papendorp) was een amateurvoetbalvereniging uit de stad Utrecht, Nederland.

## Algemeen
De vereniging werd op 26 november 1990 opgericht als Magreb '90. In augustus 2018 nam de club de naam SVA Papendorp aan. De thuiswedstrijden worden op het “Sportpark Papendorp”, gelegen op het gelijknamige bedrijventerrein, gespeeld.
De naam Magreb '90 kwam voort uit de Marokkaans-Nederlandse gemeenschap in Kanaleneiland en profiteerde van de sterk groeiende populariteit van het voetbal in deze bevolkingsgroep. Rond 2010 kwam de club behoorlijk in de lift te zitten: aan de hand van voorzitter en geldschieter Najim el H. stijgt Magreb naar de top van het Nederlandse amateurvoetbal. Aan dit tijdperk kwam in 2016 een einde, toen El H. wegens drugshandel werd gearresteerd. Niettemin plaatste de club zich in 2016 voor de toen nieuw gevormde Derde divisie.
Per 2 november 2019 werden alle acht teams van de club uit hun competitie gehaald, dit vooruitlopend op een ontneming van het KNVB lidmaatschap van de club. In februari 2020 geschiedde dit definitief.

## Standaardelftallen

### Zaterdag
In het seizoen 2010/11 kwam het Magreb met standaardelftal op zaterdag uit. Het speelde in de Vijfde klasse (5C) en eindigde als 13e. In 2015/16 kreeg deze deelname een vervolg. Ditmaal kwam het uit in de Vierde klasse van het KNVB-district West I. Na een wedstrijd gespeeld te hebben trok de club het elftal terug uit de competitie, waardoor er alleen een standaardelftal overbleef op zondag.

### Zondag
Het standaardelftal in het zondagvoetbal was in het seizoen 2019/20 in de Eerste klasse van het KNVB-district West-I ingedeeld.
In het seizoen 2017/18 kwam dit team uit in de zaterdagpoule van de Derde divisie, dit nadat het van plaats had geruild met Jong Vitesse. Na drie seizoenen in de Topklasse/Derde divisie degradeerde dit team ditzelfde seizoen door als laatste te eindigen. In de Hoofdklasse, waar het was ingedeeld in zondag B, werd dit team in november 2018 uit de competitie gehaald nadat het twee wedstrijden niet was komen opdagen wegens het niet -meer- kunnen opstellen van een representatief elftal. Van de acht wel gespeelde wedstrijden (0 gewonnen, 1 gelijk, 7 verloren) werden de laatste twee met respectievelijk 0-11 en 0-13 verloren. Dit team stond dit seizoen na het opstappen van Mo el Abdallaoui onder leiding van Guus Griët met Mustapha Talha als assistent-trainer.
KNVB beker
In de seizoenen 2016/17 en 2017/18 werd er deelgenomen in de strijd om de landelijke KNVB Beker, beide keren werd het in de eerste wedstrijd, beide keren ook in de 2e voorronde, uitgeschakeld door respectievelijk Harkemase Boys en GVVV.

#### Erelijst
kampioen Hoofdklasse: 2015
kampioen Eerste klasse: 2014
kampioen Tweede klasse: 2012
kampioen Vierde klasse: 2010
kampioen Vijfde klasse: 2005, 2009
winnaar Districtsbeker: 2016

#### Competitieresultaten 2000–2019
| 11 5A |

| 10 6A |

| 10 5H |

| 6 5H |

| 4 5H |

| 1 5H |

| 10 5G |

| 4 5G |

| 10 5G |

| 1 5G |

| 1 4G |

| 2 3D |

| 1 2B |

| 8 1B |

| 1 1B |

| 1 A |

| 13 |

| 14 |

| 18 A |

| xx B |

| xx 1A |

| Derde divisie Topklasse | Hoofdklasse | Eerste klasse | Tweede klasse | Derde klasse | Vierde klasse | Vijfde klasse | Zesde klasse |

In elke staaf van de grafiek staat van boven naar beneden vermeld: 
- Eindnotering

Dit is de positie die de club heeft bereikt in de competitie, zonder eventuele beslissings-, play-off- of nacompetitiewedstrijden die nodig zijn geweest om bijvoorbeeld de kampioen van de competitie te bepalen.
Indien een * achter het getal staat is de notering een tussenstand en kan het zijn dat de notering niet overeenkomt met de uiteindelijke eindstand van de competitie.
Staat er een - dan is het seizoen nog bezig en is er geen definitieve uitslag bekend.
Staat er xx op de positie van de notering, dan heeft de club vroegtijdig de competitie verlaten. Dit kan onder andere komen door terugtrekking van het team, faillissement van de club of door een uitgedeelde straf van de KNVB. In veel gevallen staat elders in het artikel de reden vermeld.
Staat er een ? dan is het resultaat uit het verleden onbekend, en is alleen de competitie of het niveau bekend van dat seizoen.
In de seizoenen 2019/20 en 2020/21 werd wegens de coronacrisis het amateurvoetbal afgebroken. Daardoor kennen deze staven geen eindklassering (middels -- weergegeven).
- Competitieniveau en afdelingsletter of Officiële eindstand Eredivisie
  - Competitieniveau en afdelingsletter

Hierbij geeft het getal het niveau weer, dat ook terug te vinden is in de legenda. De letter is de afdelingsaanduiding en wordt gebruikt wanneer er meer afdelingen zijn op hetzelfde niveau. De afdelingsletter is altijd een hoofdletter en wordt meestal zonder nummer gebruikt.
Voorbeeld: 2F is niveau 2e klasse competitie F.
Het competitieniveau en nummer wordt niet vermeld wanneer er slechts één competitie van dit niveau was.
  - Officiële eindstand Eredivisie (getal staat tussen haakjes vermeld)

Sinds de introductie van play-offwedstrijden voor Europees voetbal na afloop van de reguliere competitie in 2005/06, is de KNVB verplicht een eindstand van de Eredivisie door te geven aan de UEFA aan de hand van deze play-offwedstrijden.
Bij deze eindstand staan clubs die zich hebben gekwalificeerd voor Europees voetbal hoger dan clubs die zich niet wisten te kwalificeren. Indien er geen verschil was tussen de eindnotering en de officiële eindstand, staat dit getal niet vermeld.

- Onderafdeling

Hier staat afgekort de naam van de onderafdeling indien de club in dat jaar in een onderafdeling uitkwam. Tevens staat deze afkorting in de legenda en wordt gelinkt naar het artikel over deze onderafdeling. Deze afkorting wordt alleen vermeld wanneer de club in het verleden in verschillende onderafdelingen heeft gespeeld. Deze vermelding is in de staaf altijd in kleine letters. Deze onderafdelingen zijn na het seizoen 1995/96 afgeschaft. Heeft de club in slechts één onderafdeling gespeeld, dan is dit alleen terug te vinden in de legenda.
Onder de staaf staat het jaartal vermeld waarin het seizoen is afgesloten. 15 verwijst naar het seizoen 2014/15 of eventueel het seizoen 1914/15.
Wanneer een staaf leeg is, zijn deze gegevens niet bekend. Het kan ook zijn dat de club dat seizoen niet heeft meegespeeld op het hogere amateurniveau, vroegtijdig de competitie heeft verlaten of uit de competitie is gezet.

In het seizoen 1944/45 was er wegens de Tweede Wereldoorlog geen regulier competitievoetbal.

## Bekende (oud-)spelers
- Salah Aharar
- Nabil Amarzagouio
- Zakaria Amrani
- Anthony Berenstein
- Marley Berkvens
- Stan Bijl
- Nourdin Boukhari
- Charles Dissels
- Moussa Kalisse

VVU Ardahanspor · DESTO · Domstad Majella · DVSU · UCS EDO · USV Elinkwijk · Eminent Boys · Faja Lobi KDS · USV Hercules · SV HMS · Hyenas FC · SV Kampong · VV Kismet · VV De Meern · SV Nieuw Utrecht · VV Odin · Odysseus '91 · SV Overvecht/De Dreef  · ksv PVC · PVCV Vleuten · SV Rivierwijkers · Sporting '70 · VV Sterrenwijk · FC Utrecht · SV Utrecht United · UVV · SV Vechtzoom · VV Voorwaarts · VSC · VVJ · Zwaluwen Utrecht 1911